# پاوارولو
پاوارولو (به ایتالیایی: Pavarolo) یک کومونه در ایتالیا است که در استان تورین واقع شده‌است.

## خصوصیات
پاوارولو ۴٫۴ کیلومترمربع مساحت و ۱٬۱۰۷ نفر جمعیت دارد و ۳۶۳ متر بالاتر از سطح دریا واقع شده‌است.